# Het mannetje in de maan (Jerom)
Het mannetje in de maan is een  stripverhaal uit de reeks van Jerom, uitgegeven door de Standaard Uitgeverij in 1987.

## Locaties
- School, huis van Jerom, maan, ijskasteel op de noordpool

## Personages
- Jerom, Dolly, Astrotol, Boskop, Femke, Klaas Vaak, Kobus Vaak, mannetje in de maan, kerstman, maanmuizen, man en zijn vrouw, kunstenaar

## Het verhaal
Femke en Boskop krijgen de opdracht om een opstel te schrijven over de maan. Ze hebben geen inspiratie en weigeren het huiswerk te maken. 's Nachts komen Klaas Vaak en zijn broer Kobus Vaak naar aarde. Klaas Vaak zorgt voor mooie dromen en zijn broer zorgt voor bange dromen als kinderen ondeugend zijn geweest. Femke en Boskop worden in slaap gebracht en gaan met een vliegend paard naar de maan. Dolly ziet de kinderen omhoog vliegen en Astrotol snapt wat er aan de hand is als hij de kinderen nog in bed ziet liggen. Jerom, Dolly en Astrotol gaan slapen en komen op deze manier ook op de maan terecht. Daar horen ze dat Femke en Boskop in een spleet zijn verdwenen. Daar komen de kinderen maanmuizen tegen, zij werken voor het mannetje in de maan. Jerom, Astrotol en Dolly dalen ook af en gaan op zoek naar de kinderen.
Femke en Boskop worden gevangen genomen en komen in de cel bij de kerstman. Het mannetje in de maan heeft de kerstman gevangen genomen, omdat hij alle cadeautjes wil. De kerstman haalt namelijk grondstoffen voor de cadeautjes op de maan. Jerom, Dolly en Astrotol kunnen de maanmuizen verslaan en bevrijden de kerstman. De vrienden helpen met het maken van cadeautjes voor alle kinderen en zetten het mannetje in de maan en zijn maanmuizen ook aan het werk. De kerstman brengt de vrienden in zijn arreslee naar aarde terug. De volgende dag wordt het opstel van Femke en Boskop beoordeeld door hun leraar, hij vindt het maar een raar verhaal en snapt niet hoe de kinderen zo'n raar verhaal bedacht kunnen hebben. De kinderen vertellen dit tegen Dolly, die hun aanraadt om hun dromen voor zichzelf te houden. De volgende nacht komen Klaas Vaak en zijn broer weer bij de vrienden langs. Er zijn problemen op de maan. Doordat er veel is gegraven, staat de maan op instorten.
De vrienden vallen in slaap en gaan terug naar de maan. De maan wordt gestut en al het speelgoed wordt naar de aarde gebracht. Ook het mannetje in de maan en zijn maanmuizen worden naar aarde gebracht. Er kan voorkomen worden dat de maan ontploft, maar er kan niet langer op gewoond worden. Het mannetje in de maan is erg verdrietig en de kerstman vraagt zich af waar hij voortaan de grondstoffen voor de cadeautjes moet halen. Astrotol zorgt met magie voor grondstoffen op aarde. Jerom vertelt dat Sinterklaas ook hulp heeft van Zwarte Piet, voortaan kunnen de maanmuizen en het mannetje in de maan ook helpen met de cadeautjes van de kerstman. Iedereen is erg blij en de vrienden liggen opeens weer op bed. De volgende dag vraagt de leraar naar de opstellen, maar Femke en Boskop vertellen dat hij hen toch niet zou geloven.